# Natação artística no Campeonato Europeu de Esportes Aquáticos de 2021 - Rotina técnica solo
A prova da rotina técnica solo da natação artística no Campeonato Europeu de Esportes Aquáticos de 2021 ocorreu no dia 11 de maio na Arena Danúbio, em Budapeste na Hungria.

## Calendário
| Fase  | Data       | Hora  |
| ----- | ---------- | ----- |
| Final | 11 de maio | 16:00 |

Todos os horários estão no horário local (UTC+1)

## Medalhistas
| Ouro                | Prata                      | Bronze                    |
| Marta Fiedina (UKR) | Evangelia Platanioti (GRE) | Vasilina Khandoshka (BLR) |

## Final
Esse foi o resultado da final.
| Pos.              | Nadadora             | Nacionalidade | Pontos  |
| ----------------- | -------------------- | ------------- | ------- |
| Medalha de ouro   | Marta Fiedina        | Ucrânia       | 91.8445 |
| Medalha de prata  | Evangelia Platanioti | Grécia        | 89.2897 |
| Medalha de bronze | Vasilina Khandoshka  | Bielorrússia  | 87.7173 |
| 4                 | Vasiliki Alexandri   | Áustria       | 87.0872 |
| 5                 | Lara Mechnig         | Liechtenstein | 83.4478 |
| 6                 | Ilona Fahrni         | Suíça         | 79.2455 |
| 7                 | Nada Daabousová      | Eslováquia    | 78.0825 |
| 8                 | Marta Murru          | Itália        | 76.5767 |
| 9                 | Jasmine Zonzini      | San Marino    | 76.1201 |
| 10                | Alžběta Dufková      | Chéquia       | 75.7988 |
| 11                | Aleksandra Atanasova | Bulgária      | 74.3189 |
| 12                | Clara Ternström      | Suécia        | 72.9615 |
| 13                | Ariel Nassee         | Israel        | 72.1890 |
| 14                | Pinja Kekki          | Finlândia     | 70.7166 |
| 15                | Antonija Huljev      | Croácia       | 67.0331 |